# Nahum

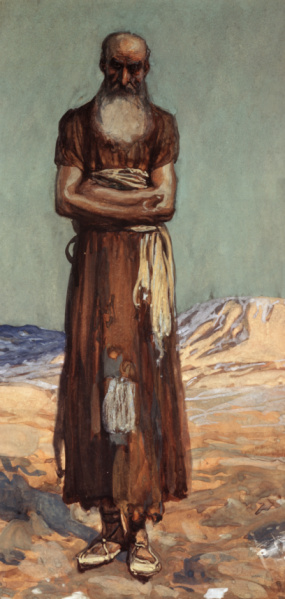
Rysunek Nahuma z Starego Testamentu

Nahum – imię męskie pochodzenia biblijnego. Wywodzi się od imienia Nahum, pochodzącego od hebrajskiego słowa „ten, który przynosi ukojenie”. Nosił je Nahum, jeden z proroków mniejszych Starego Testamentu, który przepowiedział upadek Niniwy w spisanej Księdze Nahuma.
Nahum imieniny obchodzi 14 grudnia.